# Citharexylum berlandieri
Citharexylum berlandieri är en verbenaväxtart som beskrevs av Benjamin Lincoln Robinson. Citharexylum berlandieri ingår i släktet Citharexylum och familjen verbenaväxter. Inga underarter finns listade i Catalogue of Life.